# Gonçalo Paciência
Gonçalo Paciência (ur. 1 sierpnia 1994 w Porto) – portugalski piłkarz występujący na pozycji napastnika, były reprezentant Portugalii.

## Życiorys
W czasach juniorskich trenował w FC Porto i Padroense FC. W latach 2012–2016 był zawodnikiem rezerw tego pierwszego. 25 stycznia 2015 zadebiutował w barwach pierwszego zespołu w rozgrywkach Primeira Ligi. Miało to miejsce w przegranym 0:1 meczu z CS Marítimo. Do gry wszedł w 59. minucie, zmieniając Héctora Herrerę. 28 lipca 2015 został wypożyczony na rok do Académiki Coimbra. Przed rozpoczęciem sezonu 2016/2017 dołączył na stałe do pierwszej drużyny. W latach 2016–2018 był wypożyczany kolejno do: greckiego Olympiakosu SFP, Rio Ave FC i Vitórii Setúbal. 12 lipca 2018 odszedł za 3 miliony euro do niemieckiego Eintrachtu Frankfurt.
W 2016 roku wraz z reprezentacją wystąpił na igrzyskach olimpijskich w Rio de Janeiro. W reprezentacji Portugalii zadebiutował 14 listopada 2017 w zremisowanym 1:1 meczu ze Stanami Zjednoczonymi. Grał w nim od 48. minuty po zastąpieniu Gelsona Martinsa.

## Życie prywatne
Jest synem Domingosa Paciêncii, również piłkarza i reprezentanta kraju.